# Вежа брехні (фільм)
Вежа брехні (англ. The Tower of Lies) — американська драма режисера Віктора Шестрема 1925 року.

## Сюжет
Ян — шведський фермер, а Глорі — його улюблена дочка, яка зберігає батька від банкрутства, втікаючи до великого міста з їх жадібним землевласником.

## У ролях
- Норма Ширер — Глорі
- Лон Чейні — Ян
- Іен Кіт — Ларс
- Клер Макдауелл — Катріна
- Вільям Хайнс — Август
- Девід Торренс — Ерік